# 萬籟聲
萬籟聲（1903年—1992年），原名萬常青，湖北省鄂州葛店人，是中國的武術家，杜心五的傳人。1946年定居福州。萬籟聲在中華人民共和國成立前以武行世，改革開放後，以行醫著書為生。他的傳人稱讚萬以“信、義、俠、勇”四德立身。

## 生平
- 1903年2月21日出生於湖北鄂城縣（鄂州市）葛仙鎮（葛店鎮）。13歲至北京入校讀書，於此期間以醉心武術，欲尋訪名師習藝，然因家中長輩督促課業甚嚴，未能遂願。
- 1920(十七歲)，考入國立農業大學森林系，畢業後留校任助教、講師等職。
- 1920-1928，萬在讀書和任教的八年中，除了上課之外，幾乎所有時間和精力都用到了練武上。在校期間，曾拜杜心五，及精於滄洲六合拳與蟷螂手之清宮御前侍衛趙鑫洲為師，萬稱之為『少林六合門』。萬籟聲學了三年『少林六合』之後，再拜劉百川學「羅漢拳」，萬稱之為『少林羅漢門』，王榮標(祁家通背拳第四代，正骨醫師)、楊畏之(少林)、等行意、八卦、太極、猴拳、劈卦、羅漢、南拳等各派名師。故除了擅長少林六合門之外，對其他拳術和槍棍等器械、無一不通。
- 1926年，萬籟聲之國學老師鄧芷靈被任命為民大校長，不足兩年便下台。
- 1927年初，萬籟聲在《北京晨報》發表了數篇文章。1928年，並撰寫《武術匯宗》，筆名萬籟聲。
- 1928年到南京參加武術國考。(25歲)當時被廣東省主席李濟深聘為廣州兩廣國術館館長，李濟深下野，兩廣國術館遭解散。從此萬籟聲在上海、河南、武漢、廣西等地授拳為業。
- 1937-1945，抗日戰爭期間，萬籟聲得杜心五支持，先後任重慶中央訓練團武術總教官、湖南國術訓練所所長、廣西大學體育部主任、永安體育師範學校校長，福建省等地學院體育教授等職。
- 1949，中共政權成立後，萬籟聲目睹國術衰微，毅然改行行醫，和妻子張玉瑛在福州安家。但依舊習武練身，傳授徒弟，並從事武術著述。後又陸續著有《原式太極拳圖解》、《國術教本》、《藥功秘》、《自然拳法彙宗》、《國際武術體育教範》、《國際技擊武術教範》、《國際武術體操教範》、《國際氣功武術教範》、《武術言論集》、《中國傷科》、《治平之道》等。
- 1958-1980，萬籟聲先生在這段時間的歷史不詳，其子萬士震在為父親所撰寫的生平傳略中也隱諱不提，不過他也在其他文章中提過寄錢接濟父親，有可能萬籟聲先生在這段時間命途坎坷。曾有某以內家拳稱著，與萬同輩份之人物在文章中提及曾聯絡當時“剛出獄”的萬籟聲，並以悲劇英雄稱之，故推測萬氏曾於此時間內入獄
- 1992，2月27日，萬先生九十大壽，有二千多海內外來賓、武林同道、學生弟子在福建省體工隊凌雲宮為他祝壽；同年8月8日逝世，享年90歲。
- 1993，4月5日清明節，門人家屬將萬先生骨灰安葬於故鄉湖北鄂州市葛店鎮，一代武術傳奇人物落葉歸根。
- 萬籟聲先生稱自然門功夫由湖南杜心五所教，而杜心五的功夫則傳自徐矮子（本名籍貫不詳，據杜心五描述 聽口音似為雲貴川邊之人，因其動作從容徐緩，身高不足五尺，故人以徐矮子稱之，另據萬氏武術匯宗一書中說他"牆上可行水面可走"所習輕功為輕功分類中最高一級之內家輕功）。
- 自然門的心傳可以歸納為十六字：動靜無始，變化無端，虛虛實實，自然而然。
- 台灣名作家張大春的著作城邦暴力團中亦曾提及萬籟聲，說萬氏談吐不凡，並將萬氏之擂台事蹟改編為小說形式敘述(城邦暴力團第四章送行之人原文:"這裡非先表一表萬籟聲不可。此人是北京大學農學系畢業生，身形不過五尺有餘，儀表談吐卻有一份恢閎大度的氣象。他在二十四歲上正逢南京中央國術館舉辦全國第一屆武術考試，實則即是舊時代的擂台。這打大擂台的消息一經公布，全國各地好勇鬥狠之徒與夫武士練家立時如響斯應，報名應試的有四千餘人。萬籟聲亦在其中。")
- 台灣刊行武術匯宗之出版社五洲出版社另有一書 內外輕功 署名亦為萬籟聲 此書主要論及自然門內功硬氣功等技擊之練法
- 武林泰斗萬籟聲--120周年纪念短片 https://www.bilibili.com/video/BV1cA411m7wz/ （页面存档备份，存于）